# Кьюба (тауншип, Миннесота)
Кьюба (англ. Cuba) — тауншип в округе Бекер, Миннесота, США. На 2000 год его население составило 208 человек.

## География
По данным Бюро переписи населения США площадь тауншипа составляет 92,1 км², из которых 88,5 км² занимает суша, а 3,6 км² — вода (3,88 %).

## Демография
По данным переписи населения 2000 года здесь находились 208 человек, 87 домохозяйств и 64 семьи.  Плотность населения —  2,4 чел./км².  На территории тауншипа расположено 90 построек со средней плотностью 1,0 построек на один квадратный километр. Расовый состав населения: 99,52 % белых и 0,48 % афроамериканцев. Испанцы или латиноамериканцы любой расы составляли 0,48 % от популяции тауншипа.
Из 87 домохозяйств в 26,4 % воспитывались дети до 18 лет, в 65,5 % проживали супружеские пары, в 3,4 % проживали незамужние женщины и в 25,3 % домохозяйств проживали несемейные люди. 23,0 % домохозяйств состояли из одного человека, при том 10,3 % из — одиноких пожилых людей старше 65 лет. Средний размер домохозяйства — 2,39, а семьи — 2,80 человека.
19,2 % населения — младше 18 лет, 6,7 % — в возрасте от 18 до 24 лет, 28,4 % — от 25 до 44, 23,6 % — от 45 до 64, и 22,1 % — старше 65 лет. Средний возраст — 44 года. На каждые 100 женщин приходилось 136,4 мужчин.  На каждые 100 женщин старше 18 приходилось 124,0 мужчин.
Средний годовой доход домохозяйства составлял 39 167 долларов, а средний годовой доход семьи —  49 375 долларов. Средний доход мужчин —  27 500  долларов, в то время как у женщин — 20 417. Доход на душу населения составил 19 991 доллар. За чертой бедности находились 4,8 % семей и 6,4 % всего населения тауншипа, из которых 6,5 % младше 18 и 3,8 % старше 65 лет.